# Blutnacht von Sneek

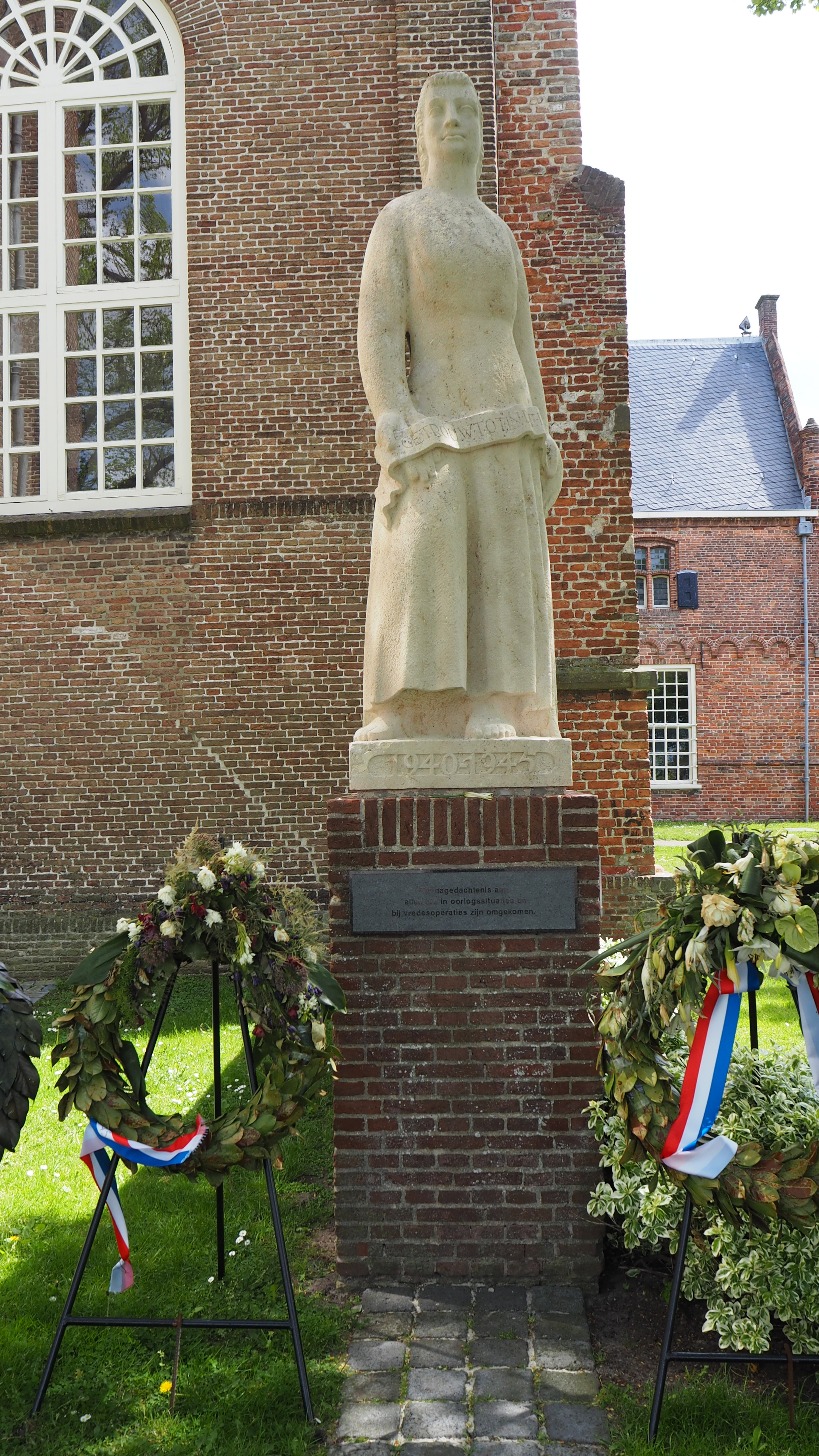
Das Oorlogsmonument in Sneek, das auch an die Blutnacht von Sneek erinnert

Als Blutnacht von Sneek (niederländisch Sneker Bloednacht) wird ein Kriegsverbrechen bezeichnet, das sich in der Zeit des Nationalsozialismus und während der deutschen Besetzung der Niederlande in der niederländischen Stadt Sneek (Provinz Friesland) im Jahr 1944 ereignete. In der Nacht vom 13. auf den 14. Juli wurden vier Einwohner von Sneek als Vergeltung für die Tötung eines Kollaborateurs erschossen.

## Geschichte
Am 21. Mai 1944 fand im Stadion am Leeuwarder Weg in Sneek ein Fußballspiel zwischen den Auswahlmannschaften von Nordholland und Friesland statt. Es wurden viele Tausend Zuschauer erwartet, aber es gab auch Warnungen vor einer Razzia durch die Deutschen. Es kamen rund 10.000 Menschen, um das Spiel anzuschauen. Währenddessen wurde das Stadion von Soldaten der Wehrmacht umstellt. Nach dem Ende des Fußballspiels überprüften sie am Ausgang die Personalien aller Männer, um jene zu finden, die sich dem Arbeitseinsatz in Deutschland entzogen hatten. Nachdem diese Maßnahme per Megafon angekündigt worden war, brach unter den Männern Panik aus. Viele versteckten sich unter der Tribüne, andere täuschten vor, Spieler oder Helfer zu sein. 24 Männer wurden verhaftet, darunter der 21-jährige Willem Rienstra, der im Jahr darauf im KZ Neuengamme ums Leben kam.
Drei Wochen nach dieser Stadionrazzia, am 12. Juli 1944, wurde der Niederländer Gaele van der Kooij, der wegen seiner Mitgliedschaft im Nationalsozialistischen Kraftfahrkorps (NSKK) als Verräter galt, in Sneek von Mitgliedern einer örtlichen Widerstandsgruppe entführt. Die NSKK war eine paramilitärische Unterorganisation der NSDAP und nahm seit 1941 auch Ausländer auf; in den Niederlanden gab es letztlich etwa 10.000 NSKK-Mitglieder.
Van der Kooij wurde später in Scharnegoutum, einem Dorf drei Kilometer nördlich von Sneek, erschossen aufgefunden. Grund für seine Ermordung soll gewesen sein, dass er zufällig in seinem Garten ein Gespräch von niederländischen Widerständlern belauscht hatte. Angeblich sollte van der Kooij von seinen Entführern lediglich verhört werden, habe aber dann eine Waffe gezogen. Laut einer Veröffentlichung aus dem Jahre 2014 wurde jedoch ohne Vorwarnung viermal auf ihn geschossen. Van der Kooij soll ausgerufen haben: „Ik heb niets gedaan en oh nu ga ik dood“ (dt. = „Ich habe nichts getan, und jetzt werde ich sterben.“). Anschließend wurde der verwundete Mann mit einem Auto nach Scharnegoutum gebracht. Dort wurde er auf einem Bauernhof, wo sich Juden und alliierte Soldaten versteckt hielten, von einem dieser Soldaten erschossen.:S. 53
In der Nacht vom 13. auf den 14. Juli 1944 übte das NSKK Vergeltung für diese Tötung. Nach späteren Zeugenaussagen von Angehörigen des NSKK wurden rund 35 NSKK-Männer aus Leeuwarden ohne Angabe von Gründen auf die dortige Ortskommandantur bestellt und mit Waffen ausgestattet.:S. 51 Dem Transportbus stieg auch ein den NSKK-Mitgliedern unbekannter Mann zu. Dabei handelte es sich um Jan Ale Visser, einen ehemaligen Medizinstudenten, der auch Mitglied des NSKK war sowie in den Niederlanden für den Sicherheitsdienst des Reichsführers SS (SD) arbeitete. Visser führte eine Liste mit 25 Namen von Bewohnern aus Sneek mit sich, die als „anti-deutsch“ bekannt waren. Unter den meisten Adressen trafen die NSKKler, die von zwei Mitgliedern der lokalen Nationaal-Socialistische Beweging (NSB) bei der Suche unterstützt wurden, niemanden an, da sich viele Sneeker aus Angst vor Vergeltung versteckt hatten. Im Laufe der Nacht wurden letztlich vier Männer, deren Namen sich auf der Liste befanden, in ihren Häusern aufgefunden und erschossen; der Schütze soll in allen Fällen Visser gewesen sein. Inwieweit die Männer vom NSKK darüber informiert waren, dass Menschen getötet werden sollten, und ob sie mit den Erschießungen einverstanden waren, darüber gehen die Aussagen der damals Beteiligten auseinander.:S. 51–53
Getötet wurden Jan Tekelenburg, der in der Nähe der Sneeker Martinikerk wohnte und in seinem Haus erschossen wurde, Jan Hendrik Bakker, der aus seinem Haus in der Wijde Noorderhorne in der Innenstadt abgeführt und dessen Leiche erst am nächsten Morgen aufgefunden wurde, Feike van der Heide, der aus seinem Elternhaus in der Innenstadt fortgebracht und dann erschossen wurde, und Klaas Koelstra, der am Leeuwarderweg erschossen wurde.
Ebenfalls auf der Todesliste stand der spätere Bürgermeister von Sneek, Ludolf Rasterhoff, der Gemeindesekretär war sowie im Widerstand aktiv. Dieser befand sich zu Hause, weil seine Frau schwer erkrankt war. Rasterhoff versuchte noch verzweifelt, den Bürgermeister und die Polizei anzurufen, doch die Eindringlinge zerschlugen das Telefon. Er wurde von Visser in den Hinterkopf geschossen und seine Frau von einem Schuss an der Hand getroffen. Nach der Erinnerung von Rasterhoff soll Visser mit einem knappen „ja“ seine Erschießung befohlen haben, doch dessen Begleiter davor zurückgeschreckt sein, so dass Visser schließlich doch selbst schoss. Die Täter glaubten, dass Rasterhoff tot sei, der jedoch überlebte und in ein Krankenhaus gebracht werden konnte. Auf einem Röntgenbild seines Kopfes konnte man die Kugel nicht entdecken. Erst bei späteren Untersuchungen stellte sich heraus, dass sich die Kugel im Magen befand, da sie durch die Kehle gegangen war und Rasterhoff sie heruntergeschluckt hatte. Nach seiner Genesung nahm er seine Tätigkeit im Rathaus wieder auf, ohne dass die Besatzer eingeschritten wären. Nach dem Zweiten Weltkrieg war er von 1945 bis 1970 Bürgermeister von Sneek.
Jan Ale Visser floh gegen Ende des Krieges auf die westfriesische Insel Schiermonnikoog, wo er gemeinsam mit einem weiteren Mann erfolglos zwei Anschläge auf den dortigen Interims-Bürgermeister verübte. Visser, der für weitere Todesfälle verantwortlich war, wurde zweimal in den Niederlanden vor Gericht gestellt und beide Male zum Tode verurteilt. Einem dieser Prozesse wohnte Rasterhoff als Zuschauer bei, und er berichtete später: „Dat was een aangrijpende zaak met een defilé van weduwen, ouders en familieleden van slachtoffers van Visser.“ (dt. = „Das war eine ergreifende Angelegenheit mit einem Defilee von Witwen, Eltern und anderen Familienangehörigen der Opfer von Visser.“) Visser wurde jedoch nicht hingerichtet, sondern zu lebenslanger Haft begnadigt und schließlich nach 15 Jahren auf freien Fuß gesetzt mit der Auflage, die nördlichen Provinzen der Niederlande nicht mehr zu betreten.

## Aufarbeitung
Die Ereignisse der Blutnacht von Sneek sind belegt durch verschiedene Dokumente und die Prozessakten der Strafverfahren gegen Jan Ale Visser, die sich u. a. im Niederländischen Institut für Kriegsdokumentation (NIOD – Nederlands Instituut voor Oorlogsdocumentatie; früher RIOD – Rijksinstituut voor Oorlogsdocumentatie) in Amsterdam befinden. Außerdem fanden die Ereignisse Eingang in mehrere niederländische Dokumentationen und historische Arbeiten zum Zweiten Weltkrieg und der Besatzungszeit in den Niederlanden, wie das von 1969 bis 1991 erschienene Standardwerk Het Koninkrijk der Nederlanden in de Tweede Wereldoorlog des früheren RIOD-Institutsleiters Loe de Jong, sowie in verschiedene Sach- und Erinnerungsbücher. Die Zeitzeugenberichte und Überlieferungen der Täter sowie der Opfer (von denen nur Ludolf Rasterhoff überlebte) und deren jeweiligem familiären und sonstigen Umfeld gehen dabei teils auseinander.
In der 2011 an der Universität von Amsterdam (UvA) vorgelegten Masterarbeit Ook zij waren getuigen. Nederlanders bij het Nationalsozialistische Kraftfahrkorps (NSKK) 1941 befasst sich der niederländische Nachwuchshistoriker Ralph Pluim u. a. auch mit der Blutnacht von Sneek. Die Arbeit entstand im Studienfach Geschichte, Holocaust- und Genozidstudien an der UvA und wurde von Johannes Houwink ten Cate betreut.

## Gedenken

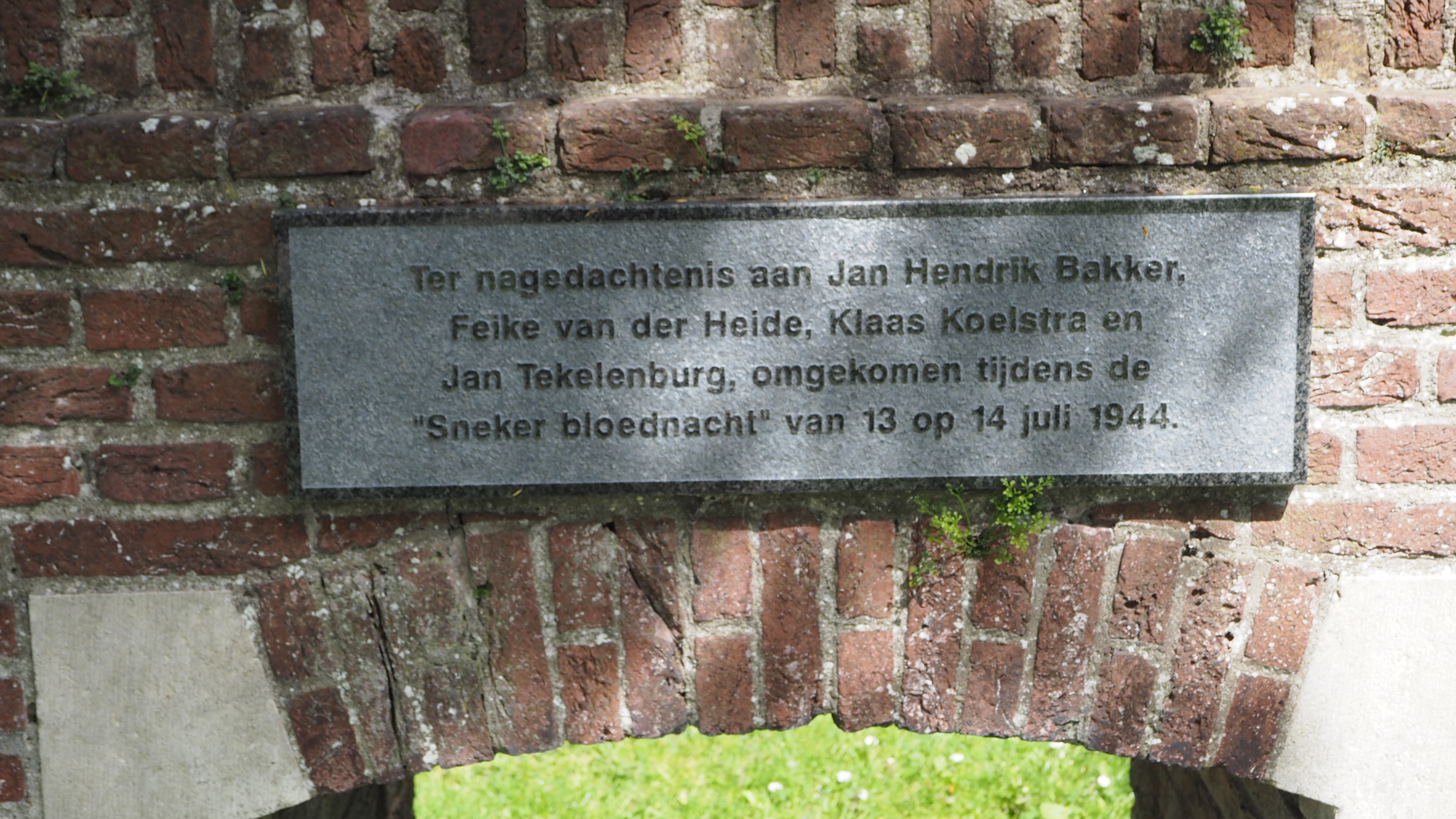
Am Sockel des Oorlogsmonument ist eine Gedenktafel für die vier Opfer der Blutnacht angebracht.

Am 24. September 2007 wurde in Sneek am Sockel des dortigen Kriegsmahnmals eine Gedenktafel mit den Namen der vier getöteten Männer – Jan Hendrik Bakker, Feike van der Heide, Klaas Koelstra und Jan Tekelenburg – angebracht.
Das Kriegsmahnmal Sneek dient dem Gedenken an die Opfer des Zweiten Weltkriegs. Es wurde in seiner jetzigen Form 1950 errichtet und befindet sich auf dem alten Friedhof neben der Martinikerk in Sneek. Das Mahnmal besteht aus einer Skulptur aus Kalkstein, einer nahezu lebensgroßen Frauengestalt, die auf einem aus Backstein gemauerten Sockel steht. Auf einem von der Frauengestalt gehaltenen Spruchband befindet sich die Inschrift Getrouw tot in de dood (dt. = Treu bis in den Tod) und auf dem Kalkstein-Standsockel der Skulptur ist eine Inschrift mit den Jahreszahlen 1940–1945 eingelassen, welche die Kriegszeit in den Niederlanden wiedergibt. Seit 1950 wurden auf dem gemauerten Sockel verschiedene Gedenktafeln angebracht, darunter auch die Erinnerungstafel an die Blutnacht von Sneek. Auf dieser Schrifttafel steht in niederländischer Sprache:
| Ter nagedachtenis aan Jan Hendrik Bakker, Feike van der Heide, Klaas Koelstra en Jan Tekelenburg, omgekommen tijdens de “Sneker bloednacht” van 13 op 14 juli 1944. |

(dt. In Erinnerung an Jan Hendrik Bakker, Feike van der Heide, Klaas Koelstra und Jan Tekelenburg, die während der „Blutnacht von Sneek“ vom 13. auf den 14. Juli 1944 umgekommen sind.)
In der Martinikerk befindet sich eine weitere Gedenktafel zur Erinnerung an die Blutnacht von Sneek.
Alljährlich findet in Sneek am Remembrance Day, der in den Niederlanden am 4. Mai begangen wird, eine Gedenkfeier vor dem Kriegsmahnmal statt, bei der der Toten des Zweiten Weltkrieges – wie auch der Opfer der Blutnacht von Sneek – sowie von späteren Militäroperationen gedacht wird.

## Medien
- Oorlogsschriften.nl – Online-Projekt des Fries Verzetsmuseum (dt. Friesisches Widerstandsmuseum), einer Abteilung des Fries Museum in Leeuwarden; mit den privaten Aufzeichnungen über die Zeit des Zweiten Weltkriegs (Oorlogsschriften) von To Hofstra (1924–2011). Die spätere Lehrerin To Hofstra wurde in Sneek geboren und wuchs dort in der Wijde Noorderhorne auf; sie begann während des Krieges mit tagebuchähnlichen Aufzeichnungen über tägliche Ereignisse sowie Geschehnisse in Sneek und den Niederlanden und setzte dies auch nach dem Krieg noch fort. Ihre Aufzeichnungen ergänzte sie mit einer Vielzahl von Zeitungsartikeln aus nationalen und regionalen Zeitungen, Broschüren, Briefen, Umschlägen, Münzen, Briefmarken, Gutscheinen und vielen anderen Materialien, die sie sammelte sowie ggf. auch ausschnitt und einfügte. Anfang 2000 übergab Hofstra ihre gesamten Unterlagen an das Fries Verzetsmuseum in Leeuwarden, das Hofstras Oorlogsschriften didaktisch aufbereitete und als Bildungs-Website veröffentlichte.

- Oorlogsschriften.nl >> Schrift 6 (juli 1944 – november 1944) – 6. Teilband der Oorlogsschriften von To Hofstra, in dem sie auf den Seiten 2–5 auch die Ereignisse und Folgen der (später so benannten) Blutnacht von Sneek behandelt, u. a. von ihr ergänzt mit den familiären Sterbeanzeigen für die vier getöteten Einwohner von Sneek (niederländisch).
- Oorlogsschriften.nl >> Filmbeelden >> De Sneker bloednacht (de nacht van 13 op 14 juli 1944) – Videoaufzeichnung einer Lesung von To Hofstra aus ihren Oorlogsschriften zur Blutnacht von Sneek, aufgenommen im April 2003 (mit Video Stream, 1:41 min; niederländisch).